# Skytterhusfjellet
Skytterhusfjellet ist eine Ortschaft in der norwegischen Kommune Sør-Varanger in der Provinz (Fylke) Finnmark. Der Ort hat 305 Einwohner (Stand: 1. Januar 2024).

## Geografie
Skytterhusfjellet ist ein sogenannter Tettsted, also eine Ansiedlung, die für statistische Zwecke als eine Ortschaft gewertet wird. Der Ort liegt in der Kommune Sør-Varanger, einer Kommune an der norwegisch-russischen Grenze. Skytterhusfjellet liegt etwas südlich der Stadt Kirkenes und ist von drei Seen umgeben. Im Osten liegt das Prestevatn, im Süden das Andrevatn (samisch Stuorrajávri) und im Nordwesten das Førstevatn. Im Norden schließt sich an Skytterhusfjellet die Erhebung Skytterhusfjellet an.

## Verkehr
Etwas westlich von Skytterhusfjellet führt die Europastraße 6 (E6) vorbei. Diese endet in Kirkenes. In südliche Richtung führt sie in die ebenfalls in der Kommune Sør-Varanger liegende Ortschaft Hesseng und von dort weiter durch Norwegen.